# Erateina alma
Erateina alma là một loài bướm đêm trong họ Geometridae. Không có phân loài nào được liệt kê trong Danh mục sự sống.